# Mauritania Airways
Mauritania Airways S.A. (mã IATA = YD, mã ICAO = MTW) là hãng hàng không, trụ sở ở Mauritanie. Hãng có căn cứ chính ở Sân bay quốc tế Nouakchott

## Lịch sử

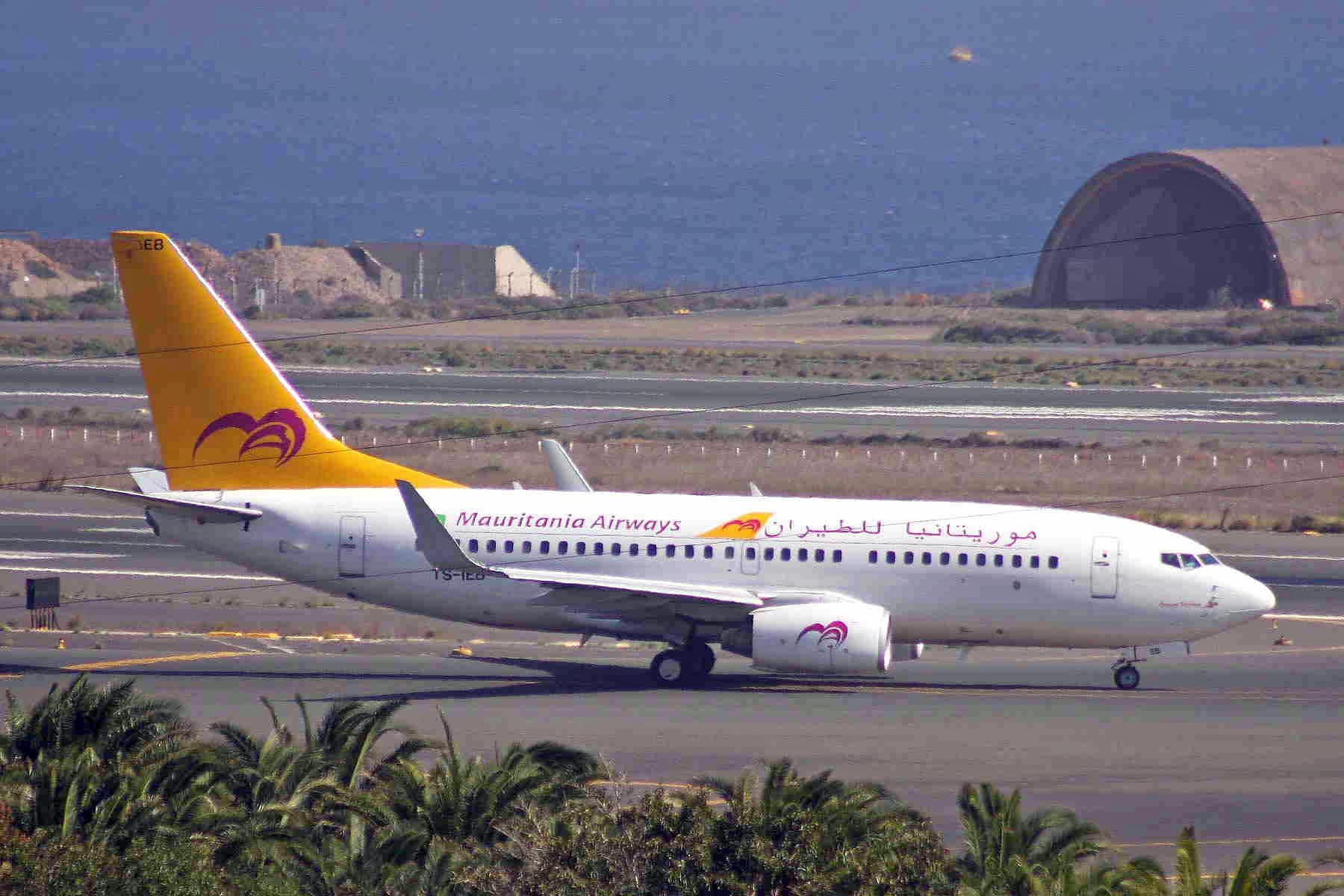
Boeing B737 của hãng (hình như đã bị loại bỏ).

Mauritania Airways được thành lập tháng 12/2006 và có chuyến bay đầu tiên ngày 7.11.2007. Mauritania Airways thay thế cho hãng Air Mauritanie - hãng hàng không quốc gia cũ, bị các khó khăn về tài chính và cuối cùng bị giải thể trong tháng 10/2007. Hãng Mauritania Airways là một hãng liên doanh giữa Mauritanie và Tunisia, trong đó Tunisair đầu tư 51%, nhà kinh doanh Mohamed Ould Bouamatou của Mauritanie 39% và chính phủ Mauritanie 10%.
Mauritania Airways sử dụng 1 máy bay Airbus A320-200 và 1 ATR 42-300 tua-bin cánh quạt của hãng Sevenair (hãng phụ thuộc của Tunisair).

## Các nơi đến
- Côte d'Ivoire

- Abidjan

- Mali

- Bamako

- Maroc

- Casablanca

- Mauritanie

- Nouakchott

- Pháp

- Paris

- Sénégal

- Dakar

- Tây Ban Nha

- Las Palmas

## Đội máy bay
(Tháng 6/2008):
- 1 TS-IMH Airbus A320-200 (do Tunisair điều hành)
- 1 TS-LBA ATR 42-300 (do Sevenair điều hành)